# الخالقة (الحلجال)
الخالقة هو دُوَّار يقع بجماعة الهراويين، إقليم مديونة، جهة الدار البيضاء سطات في المملكة المغربية. ينتمي الدوّار لمشيخة الحلجال التي تضم 4 دواوير. يقدر عدد سكانه بـ 1358 نسمة حسب الإحصاء الرسمي للسكان والسكنى لسنة 2004.

## روابط خارجية
- البوابة الوطنية للجماعات الترابية
- المندوبية السامية للتخطيط